# Thủy Xà
Chòm sao Thủy Xà 水蛇, (tiếng La Tinh: Hydrus) là một trong 88 chòm sao hiện đại, mang hình ảnh con rắn nước.
Chòm sao này có diện tích 243 độ vuông, nằm trên thiên cầu nam, chiếm vị trí thứ 61 trong danh sách các chòm sao theo diện tích.
Chòm Sao Thủy Xà nằm kề các chòm sao Kiếm Ngư, Ba Giang, Thời Chung, Sơn Án, Nam Cực, Phượng Hoàng, Võng Cổ, Đỗ Quyên.

## Tên gọi
Thủy Xà là một trong các tên chòm sao hiện đại, không có nguồn gốc từ các truyền thuyết cổ đại. Những người phiêu lưu biển Hà Lan Pieter Dirckszoon Keyser và Frederick de Houtman được coi là cha đẻ của chòm sao này và 11 chòm sao khác ở nửa thiên cầu Nam. Vào cuối thế kỉ 16 họ đề nghị thêm các chòm sao trên bầu trời Nam vào bản đồ sao. Về sau tên các chòm sao này được Johann Bayer lấy lại và sử dụng vào bản đồ Uranometria của mình.

## Thiên thể
Các thiên thể đáng quan tâm
- Beta Hydri là sao sáng nhất trong chòm sao này. Với đường kính gấp hai lần, khối lượng gấp 1,4 lần Mặt Trời và nhiệt độ bề mặt khoảng 6300 K, ở khoảng cách 20 ly, sao Beta Hydri có cấp sao biểu kiến 2,8 m.
- Alfa Hydri, 2,9m tối hơn Beta Hydri không đáng kể, nhưng ở khoảng cách 70 ly.
- Gama Hydri với cấp sao biểu kiến 3,2m là sao khổng lồ đỏ hạng phổ M2, ở khoảng cách 650 ly.
- Sao biến đổi VW Hydri

Danh sách các sao có thể nhìn thấy bằng mắt thường (<6m)
| Danh pháp B | Danh pháp F | Tên riêng | Cấp sao biểu kiến | Khoảng cách ly | Cấp phổ |
| ----------- | ----------- | --------- | ----------------- | -------------- | ------- |
| β           |             |           | 2,82m             | 24,4           | G1 IV   |
| α           |             |           | 2,86m             | 71             | F0 V    |
| γ           |             |           | 3,26m             | 150            | M1 III  |
| δ           |             |           | 4,08m             |                |         |
| ε           |             |           | 4,12m             |                |         |
| η2          |             |           | 4,68m             | 217            | G8 III  |
| ν           |             |           | 4,76m             |                |         |
| ζ           |             |           | 4,83m             |                |         |
| λ           |             |           | 5,09m             |                |         |
| μ           |             |           | 5,27m             |                |         |
| ι           |             |           | 5,51m             |                |         |
| θ           |             |           | 5,51m             |                |         |
| π1          |             |           | 5,57m             |                |         |
| π2          |             |           | 5,67m             |                |         |
| κ           |             |           | 5,99m             |                |         |